# NGC 7645
NGC 7645 ist eine Balken-Spiralgalaxie vom Hubble-Typ SBc im Sternbild Bildhauer am Südsternhimmel. Sie ist schätzungsweise 311 Millionen Lichtjahre von der Milchstraße entfernt.
Das Objekt wurde am 27. September 1834 von John Herschel entdeckt.